# Ерахтас
Ерахтас (ірл. Oireachtas ірландська: [ˈɛɾʲaxt̪ˠəsˠ]) — вищий представницький і законодавчий орган Ірландської республіки. До складу Ерахтаса входять:
- Президент Ірландії
- Дві палати парламенту (ірл. Tithe an Oireachtais):
  - Дойл Ерен (нижня палата)
  - Шенад Ерен (верхня палата)

Резиденція парламенту перебуває в Ленстер-хаус в Дубліні. Ерахтас налічує 218 депутатів, з яких 60 — сенатори, а 158 — «Тахті Дойл» (ірл. Teachta Дала), депутати нижньої палати.